# Premio Ciudad de Barcelona
Los Premios Ciudad de Barcelona (en catalán y oficialmente, Premis Ciutat de Barcelona) son convocados anualmente por el Ayuntamiento de Barcelona con el objetivo de premiar la creación, la investigación y la producción de calidad realizada en Barcelona por creadores o colectivos que trabajan o por instituciones y organizaciones barcelonesas que las promueven o producen. Las obras galardonadas han de contribuir al desarrollo de la cultura y deben estar integradas en el tejido ciudadano en el que participan los creadores, las asociaciones, las instituciones públicas y las industrias culturales.
Los galardonados reciben una cantidad en metálico, acompañada de un diploma donde se recoge el veredicto del jurado y un objeto recordatorio del premio. La forma de elección de las obras galardonadas se hace a través de un jurado integrado por cinco personas para cada uno de los ámbitos. El alcalde, a propuesta del Comité Ejecutivo del Consejo de la Cultura de Barcelona, designa a los miembros de cada uno de los jurados.
En categoría de literatura, los Premios Ciudad de Barcelona otorgados por el ayuntamiento se iniciaron alrededor del año 1950, siendo posteriores al Premio Nadal, decano desde 1945.
Originalmente la entrega se realizaba el 26 de enero, en conmemoración de la entrada de las tropas franquistas en Barcelona en 1939. A partir de 1978 pasaron a otorgarse en septiembre y desde 1985 se entregan el 12 de febrero, coincidiendo con las fiestas patronales de Santa Eulalia.

## Categorías
- Teatro
- Danza
- Artes visuales
- Audiovisuales
- Música
- Traducción en lengua catalana
- Literatura en lengua catalana
- Literatura en lengua castellana
- Medios de comunicación
- Premio Agustí Duran i Sanpere de Historia de Barcelona
- Diseño, arquitectura y urbanismo
- Ciencias Naturales
- Ciencias humanas y sociales
- Innovación tecnológica
- Educación
- Proyección internacional de la ciudad de Barcelona

## Premiados
- 1955: Duermen bajo las aguas, de Carmen Kurtz.